# Бедро, Иван Прохорович
Ива́н Про́хорович Бедро́ (31 января (12 февраля) 1874, с. Смелое, Полтавская губерния, Российская империя — 28 января 1943, станица Белореченская, Краснодарский край, СССР) — российский общественный деятель, профессиональный садовод, один из основоположников и пропагандистов сибирского садоводства, основатель испытательно-научного сада (позднее Западно-Сибирской садовой станции) на Тагарском острове близ Минусинска, в 1918 году член Сибирской областной думы.

## Биография, научная и общественная деятельность

### Детство, юность, жизнь на Украине (1874—1909 годы)

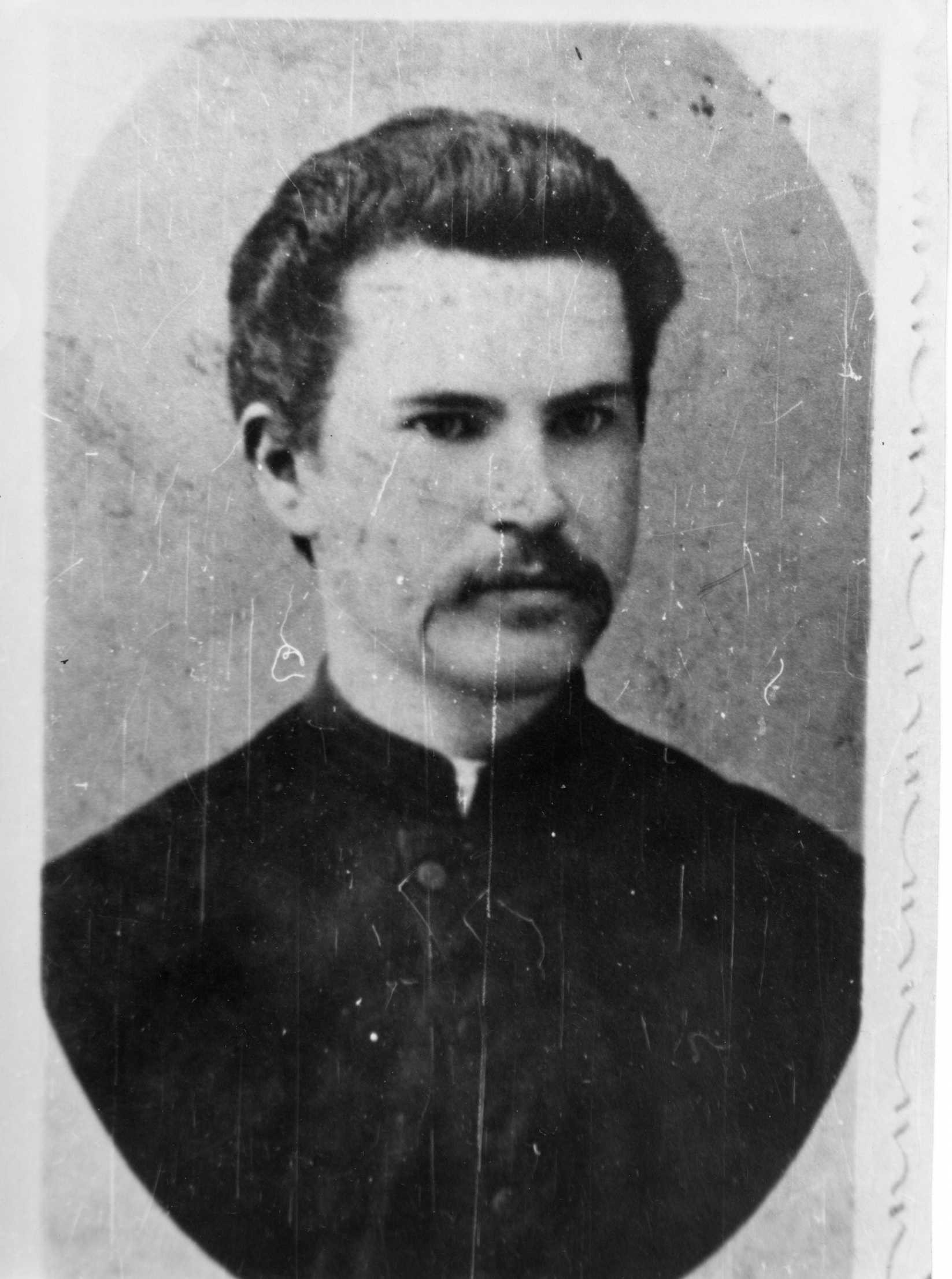
И. П. Бедро, 1897 г.

Иван Прохорович Бедро родился 31 января (12 февраля) 1874 года в местечке Смелом Роменского уезда Полтавской губернии (Российская империя) в семье казака Прохора Алексеевича Бедро. И. П. Бедро обучался в Уманском училище земледелия и садоводства (Киевская губерния), затем в Петровской земледельческой и лесной академии (ныне Московская сельскохозяйственная академия имени К. А. Тимирязева). В числе лучших выпускников академии И. П. Бедро стажировался в питомниках и семеноводческих хозяйствах Франции, Бельгии, Голландии и Германии, изучал семеноводство овощных культур в хозяйстве знаменитой фирмы Вильморен, а также виноградарство на юге Франции.
Вернувшись на родину, И. П. Бедро, арендуя 10 га земли на окраине г. Лохвица Полтавской губернии, создал плодовый питомник и садоводческое хозяйство, откуда выращенные и привитые саженцы яблонь рассылались по всей Украине. Пользуясь популярностью среди населения И. П. Бедро дважды избирался от местных крестьян земским гласным Лохвицкого уезда. С 1895 года И. П. Бедро, будучи секретарём-агрономом и членом правления Лохвицкого уездного сельскохозяйственного общества, организовывал склады машин и семян. В 1904 году его избрали председателем Песковского сельскохозяйственного общества, которое он значительно расширил, создав восемь кооперативов (мелких сельскохозяйственных обществ). Одновременно он служил в Лохвице агрономом уездного земства и заведующим опытным полем.

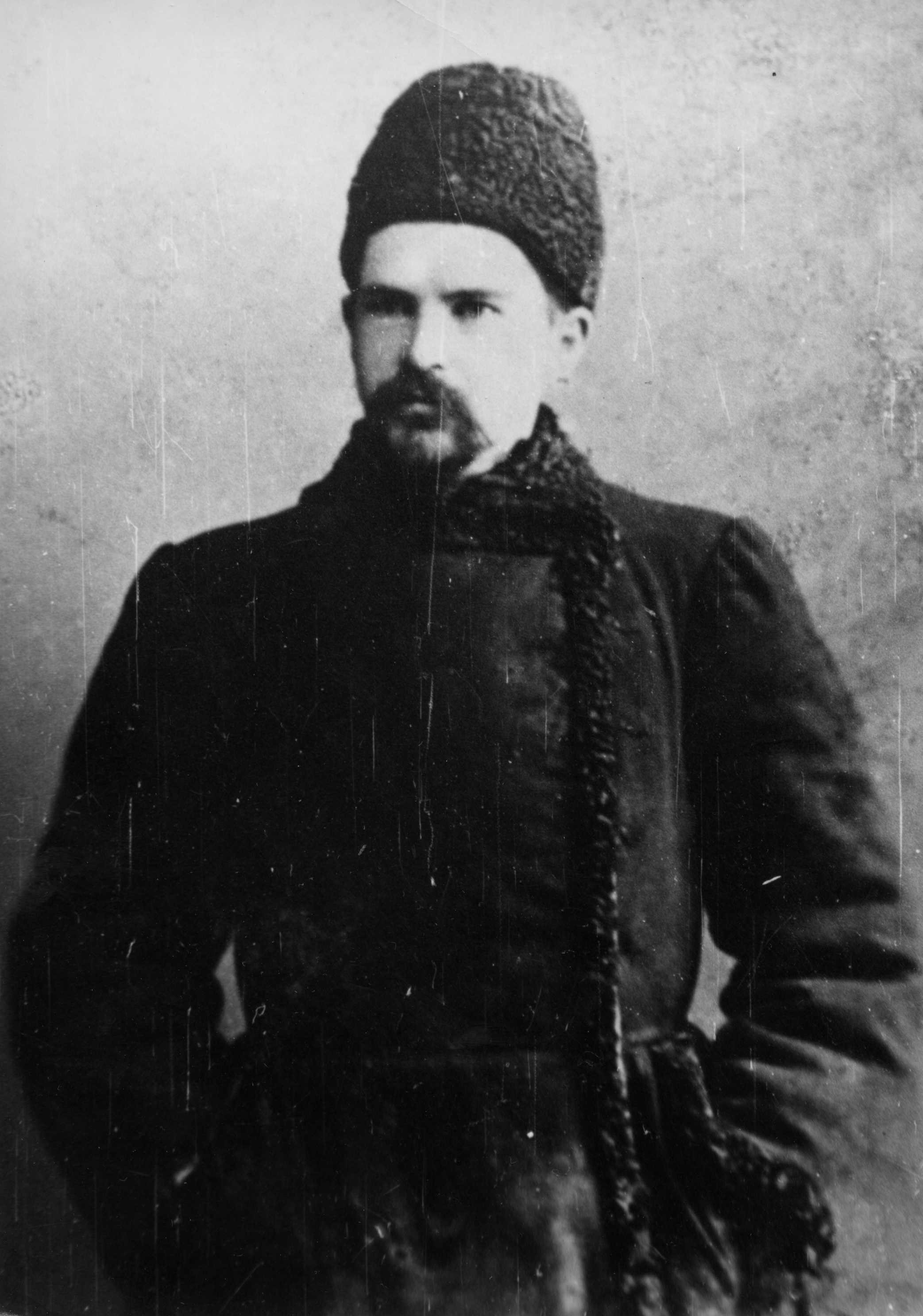
И. П. Бедро, 1904 г.

Накануне первой русской революции 1905—1907 годов И. П. Бедро начинает принимать активное участие в политической жизни. За обсуждение на собрании Песковского с/х общества (проходившим по его председательством) политических вопросов и пропаганду национализации земли И. П. Бедро в сентябре 1905 года выслали на три года за пределы Полтавской губернии. Однако после выхода царского манифеста от 17 октября 1905 года И. П. Бедро вернулся в Лохвицу и в ноябре-декабре 1905 года стал членом Всероссийского крестьянского союза (см. Столыпинская аграрная реформа), созданного для вовлечения крестьян в революционную деятельность.
По поводу политических событий того времени в Лохвицком уезде помощник начальника Полтавского губернского жандармского управления сообщал,: 

 В Лохвицком уезде образована партия, именуемая себя либеральной, главы которой — предводитель дворянства Александр Русинов, помещик с. Позники, и проживающий в его имении известный своей политической неблагонадёжностью его зять, бывший профессор М. И. Туган-Барановский. Под влиянием и по рекомендации Туган-Барановского А. Русинов начал назначать на разные должности своих ставленников, а за недостатком мест, под видом поднятия экономического положения уезда, создал сельскохозяйственное общество и кредитное товарищество с мелкими отделениями по уезду, в которых учредил новые должности с высокими окладами. Из своих ставленников А. Русинов составил и земскую партию, выбрав в состав гласных лиц ему безусловно преданных или безразличных к общественному делу лиц. В составе земской управы оказались Слюз и Приймак, секретарь Соломаха, помощник бухгалтера Александра Реннинг, секретарь Лохвицкого сельскохозяйственного общества и кредитного товарищества Иван Бедро, бухгалтер кредитного товарищества Геля Волынская, член училищного совета от земства надворный советник Влахопулов, заведующий хозяйственной частью Приймак. Имея этот круг лиц, А. Русинов начал подбор лиц в земские школы. Названные лица ежедневно по телефону обмениваются мнениями, они служат цензорами сообщений, поступающих от других лиц. Таким образом, все учителя и служащие при земской управе и других обществах вольно или невольно сплочены в одну группу. Главные деятели в Лохвице — Слюз, Либерман, Реннинг, Соломаха, недавно назначенный по рекомендации Туган-Барановского секретарём предводителя дворянства Михаил Кожушко и И. П. Бедро. Они проводят сходки, а по пятницам Слюз, Реннинг, Либерман и Бедро отправляются в Позники, где в квартире Туган-Барановского ночами проходят совещания, с которых удаляют даже прислугу. Совещания начали посещать дворяне Николай Терешкович и Николай Ходолей. 

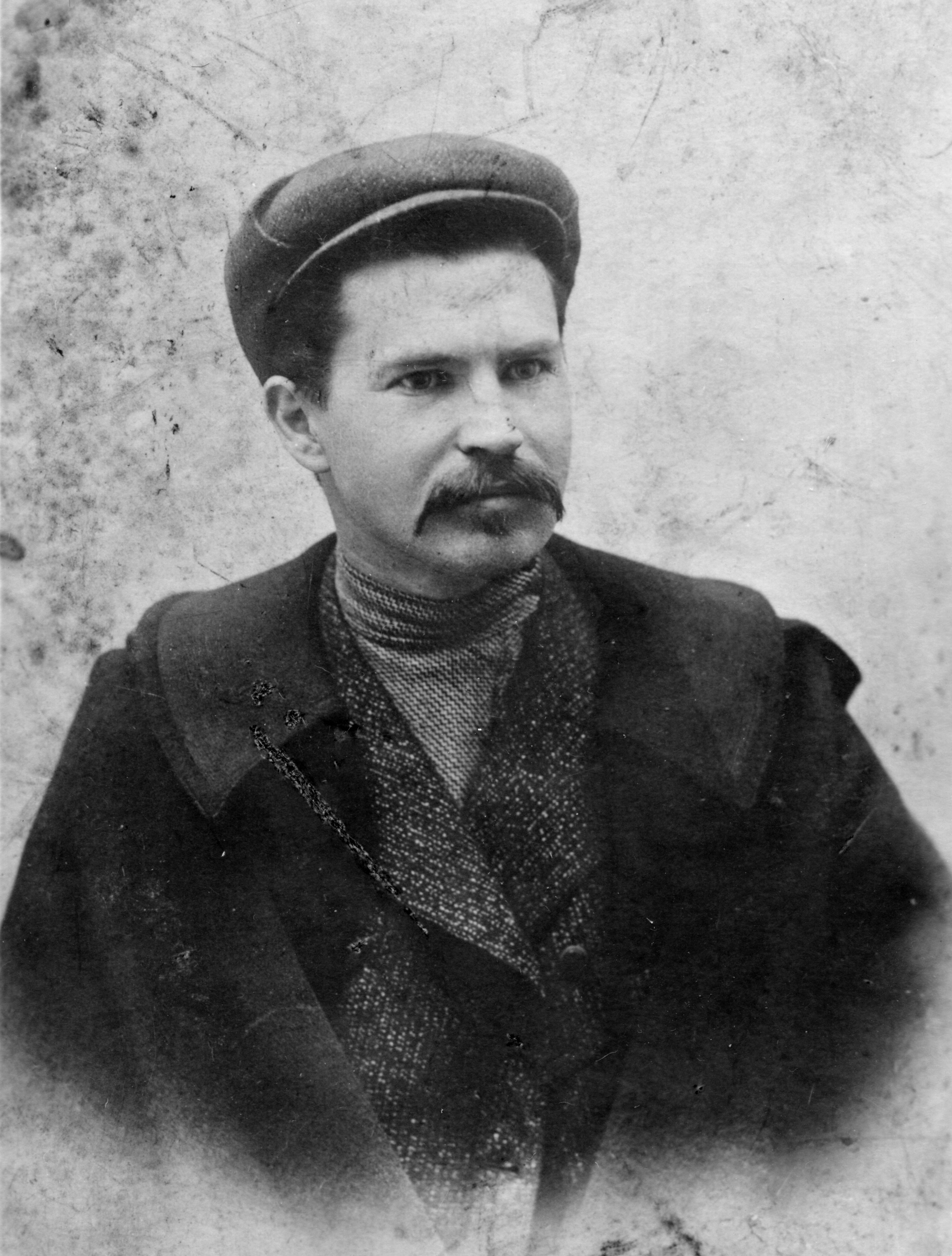
И. П. Бедро, 1905 г.

В декабре 1905 года черносотенцы и полиция пытались организовать в Лохвице еврейский погром, однако И. П. Бедро сумел предотвратить погром и выявил инициаторов, в частности помощника местного исправника. Вторично задержанный полицией в декабре 1905 года И. П. Бедро оказался на свободе лишь под давлением масс, вынудивших губернатора отдать специальное указание. После этого И. П. Бедро уехал за границу и некоторое время работал в садовых хозяйствах Французской Ривьеры. По возвращении в Россию снова был арестован (март 1906 года). Находился в тюрьме в Полтаве. Состоявшееся 14—17 октября 1908 года заседание Харьковской судебной палаты с участием сословных представителей и известного адвоката А. С. Зарудного, рассмотрев дело И. П. Бедро, приговорило его за участие в преступном сообществе (создание ячеек Крестьянского союза) по ст. 126 действующего на тот момент Уголовного уложения к лишению всех прав состояния и ссылке в Сибирь на вечное поселение. Осенью 1909 года он этапом был доставлен в деревню Быстрая Минусинского округа Енисейской губернии.

### Жизнь в Сибири (1909—1935 годы), садоводство и общественная деятельность
Весной 1910 года И. П. Бедро приобрёл, (по другим данным взял в аренду) 17 десятин земли на Тагарском острове (река Енисей) близ Минусинска и основал плодовый питомник и сад для опытов, который вскоре превратился в первую в сибирском регионе опытную станцию плодоводства, названную позднее Западно-Сибирской садовой станцией. Основным назначением станции и «Старого сада», высаженного в 1912 году, было сортоиспытание большой коллекции яблонь и других плодово-ягодных культур. Площадь «Старого сада» составляла 2 га, и яблони на нём вступили в хозяйственное плодоношение в 1925 году. Здесь находилось свыше 120 сортов ранеток и полукультурных яблонь, в том числе и сеянцев, полученных от специалистов северной зоны садоводства, с которыми И. П. Бедро вёл переписку. По просьбе профессора Н. Ф. Кащенко (переезжавшего в 1912 году из Томска в Киев по состоянию здоровья) И. П. Бедро получил и рассадил его небольшую коллекцию гибридных яблонь (около 20 штук), доведя некоторые из них до сортообразования. В целом собрать такой северный сортимент яблонь, какой был в саду И. П. Бедро, было в 1910—1912 годах делом весьма трудным, поскольку число садоводов-любителей, имевших свои сеянцы, едва ли составляло тогда во всей северной зоне садоводства России 15—20 человек, а опытные станции садоводства здесь отсутствовали. С севера «Старый сад» был защищён полосой соснового леса, растущего на дюнах. С южной стороны были высажены наклонно (по канадскому способу) 500 яблонь 74 крупноплодных сортов. Каждый год поздно осенью эти деревья пригибали и укрывали сосновыми ветками, картофельной ботвой и землёй. Эту коллекцию яблонь поддерживали прежде всего для целей гибридизации. С целью проверки и интродукции были собраны также коллекции уссурийских и канадских слив (около 50 деревьев), сделаны посадки красной, белой и золотистой смородины, крыжовника, ирги, забайкальского абрикоса и др. Посадки яблони были уплотнены кустами местной чёрной смородины (свыше 1000 шт). Начиная с 1914 года, И. П. Бедро несколько лет издавал каталог плодовых и декоративных растений, семян, овощных и цветочных культур, который рассылался по всей Сибири.
Свои научные исследования И. П. Бедро во время работы в Сибири вёл преимущественно по четырём направлениям:
1. акклиматизация плодово-ягодных растений;
2. гибридизация для выведения особенно зимостойких сортов;
3. «вегетативная гибридизация» — изучение взаимовлияния подвоев и привоев;
4. окультуривание дикорастущих плодово-ягодных растений.

Весной 1916 года И. П. Бедро создал «Новый сад» (площадь 4 га), рассадив по 10—50 деревьев 75 сортов, отобранных по зимостойкости в «Старом саду». Сад вступил в хозяйственное плодоношение к 1928 году. Поскольку многие привозные сорта яблонь оказались непригодны для Сибири, И. П. Бедро перешёл к выведению местных сортов путём гибридизации. Изучив более трёхсот сортообразцов различных пород, включая кроме яблони также облепиху, абрикос, вишню, барбарис, сливу и садовую землянику, И. П. Бедро разработал способы предохранения культурных растений от неблагоприятных зимних факторов, провёл опыты по выявлению оптимальных форм кроны, изучал способы прививки и окулировки, получил удачные результаты по окультуриванию забайкальских яблонь Палласа. В зимнее время И. П. Бедро вёл переписку с видными садоводами страны — И. В. Мичуриным, В. В. Пашкевичем (Санкт-Петербург), Л. П. Симиренко (Черкасская обл.), Н. Ф. Кащенко (Киев), с братьями Худяковыми (Приморский край), А. М. Лукашовым (Хабаровск), А. К. Томсоном (Иркутск), с садоводами Омска и монастыря на острове Валаам.
Природные и климатические условия минусинской котловины (резко континентальный климат) сильно осложняют осуществление эффективного садоводства в этой местности. К минусам относятся суровая, малоснежная и ветреная зима, поздние весенние и ранние осенние заморозки. К плюсам — жаркое лето, которое способствует хорошему вызреванию побегов и, следовательно, зимостойкости растений. Таким климатом обусловлено то, что Восточная Сибирь, как писал сын И. П. Бедро Л. И. Вигоров — «царство ранеток и смородин». Лишь очень немногие полукультурные яблони, как например Сеянец Кузьмина № 16, Сержик Копылова и Жёлтый чалдон Иваницкого, а также некоторые из гибридов, полученные И. П. Бедро от Н. Ф. Кащенко, давали урожай в саду И. П. Бедро.

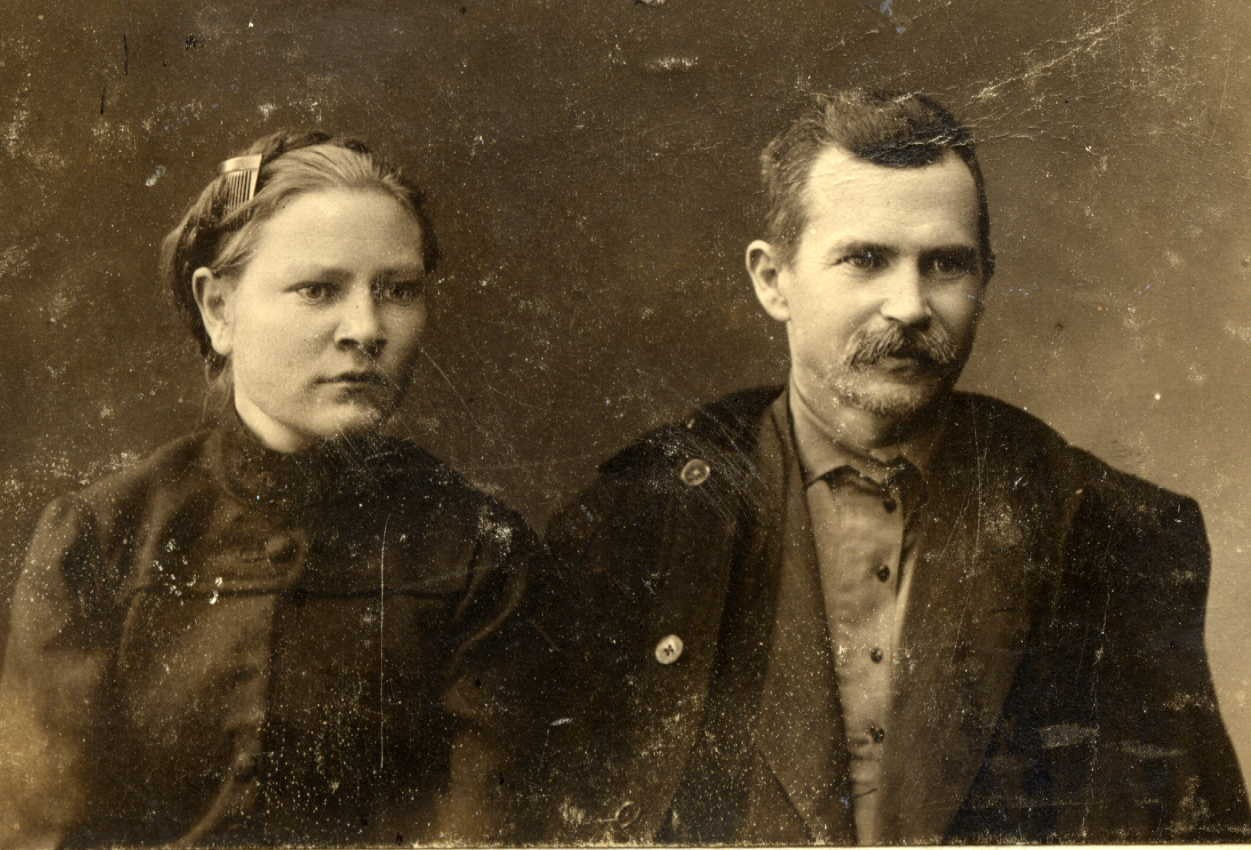
И. П. Бедро со своей женой Ф. К. Хариной, 1915—17 гг.

Живя в Минусинске, И. П. Бедро женился на хакаске Ф. К. Хариной, уроженке улуса Биджа, которая стала матерью его двух сыновей — Алексея Бедро (впоследствии Леонида Вигорова) и Юрия Бедро (впоследствии Георгия Бедрова, геолога, 1913-1961), а также дочери Галины (Галина Ивановна Афанасьева).
В 1915 году И. П. Бедро был амнистирован, но остался работать в Минусинске. Служил секретарём и председателем минусинского уездного Союза кредитной кооперации, который помогал крестьянам в развитии хозяйств, предоставляя им ссуды, машины и семена.
С началом революционных событий 1917 года И. П. Бедро был избран председателем минусинского Комитета общественной безопасности, защищал крестьянские интересы в земстве. В 1917 году посетил Украину.
На страницах советских мемуаров И. П. Бедро неоднократно представлялся эсером и «ярым врагом» минусинских большевиков . Современные историки определяют его политическое лицо по-разному. Однако документы уголовного дела, заведённого на него Енисейской губернской ЧК, свидетельствуют о том, что И. П. Бедро был общественно-активной личностью, которую нельзя отнести к какому-либо политическому лагерю. Его взгляды были характерны для широких слоёв населения Сибири. Не разделяя взглядов ни большевиков, ни эсеров, не участвуя в их борьбе и пытаясь оградить крестьян от влияния представителей этих партий, И. П. Бедро и в Минусинском уезде продолжал выступать в качестве народного защитника. Жители деревни Быстрая 19 ноября 1917 года делегировали его с совещательным голосом на III Минусинский уездный крестьянский съезд. Несмотря на то, что большевики склонили участников этого съезда к передаче власти Советам, И. П. Бедро выступал против конкретных действий большевиков. Так, получив от центральных органов кредитной кооперации информацию о том, что Совнарком национализировал Московский кредитный банк, И. П. Бедро при поддержке правления Минусинского уездного союза кооперативных товариществ 23 декабря 1917 года написал циркуляр, в котором известил кооператоров и население об огосударствлении их денежных вкладов и призвал протестовать против этого путём направления телеграмм в адрес Всероссийского учредительного собрания. 29 декабря 1917 года большевики — члены Минусинского объединённого исполкома — постановили арестовать И. П. Бедро, а сам циркуляр с соответствующими комментариями опубликовать в местных «Известиях». Находясь под следствием, И. П. Бедро как представитель кредитной кооперации Минусинского уезда и делегат 2-го Всесибирского съезда кооператоров был избран членом Сибирской областной думы. 6 марта 1918 года ревтрибунал приговорил И. П. Бедро к трём месяцам условного наказания.
Преследуемый властями, И. П. Бедро в январе 1918 года всё же нашёл время составить «Атлас плодов» с описанием и рисунками 87 сортов ранеток, лучше других зарекомендовавших себя в климатических условиях Минусинска. Дополненное в конце 1920-х годов, это описание было подготовлено И. П. Бедро и его сыном Алексеем Бедро к изданию в виде книги по сибирской помологии. В начале 1918 года И. П. Бедро также создал рукопись будущего руководства по плодоводству в Сибири (издано в 1925 и 1928 годах), затем написал и опубликовал в газете «Свобода и труд» «Письма из узилища» фельетонного характера. Большевики в дальнейшем, используя эти «письма», обвиняли И. П. Бедро в клевете на советскую действительность.
В мае 1918 года И. П. Бедро был избран делегатом VI Минусинского уездного крестьянского съезда. После того, как созданный большевиками Военно-революционный штаб (ВРШ) за антисоветские выступления распустил съезд, И. П. Бедро в ночь на 8 июня 1918 года был арестован красногвардейцами и посажен в тюрьму. После того, как власть в Минусинске перешла к антибольшевистским силам (под давлением VII крестьянского съезда при поддержке крестьянско-казачьих дружин) И. П. Бедро был выпущен из тюрьмы и кооптирован с совещательным голосов в состав этого съезда. В это время И. П. Бедро выступал против начавшихся грабежей городского населения Минусинска со стороны повстанцев-дружинников, а также против мобилизации крестьян в Добровольческую армию. В июле 1918 года И. П. Бедро пригласили участвовать в работе Сибирской областной думы. На заседании Думы 15 августа 1918 года И. П. Бедро был избран членом мандатной комиссии, а затем и бюро одной из четырёх думских фракций — областников и беспартийных. И. П. Бедро выступал за пополнение Думы крестьянскими представителями (расширение подлинного крестьянского представительства в Думе), чему эсеры были против. Эсеры составляли на тот момент почти половину думцев. Инициативы И. П. Бедро не нашли поддержку среди депутатов, и в конце 1918 года он отказался от работы в Сибирской областной думе и вернулся в Минусинск, где продолжал выступать на стороне интересов крестьянства,.
Дружеские отношения сложились у И. П. Бедро с главкомом партизанской армии А. Д. Кравченко. Впоследствии заместитель Кравченко П. Е. Щетинкин свидетельствовал, что И. П. Бедро оказывал партизанам всяческую материальную поддержку. Председатель Минусинского уездного Совета В. Г. Солдатов, человек большевистских убеждений, рассказывал, что толчком к росту среди партизан эсеровских настроений будто бы явилось появление на политической арене Минусинска агронома-садовода и «известного эсера» И. П. Бедро.
2 мая 1920 года И. П. Бедро по доносу минусинских большевиков, обвинивших его в антисоветской агитации, был арестован и препровождён в Красноярскую губернскую ЧК. На допросе 29 мая один из них показал, что Бедро, пользовавшийся авторитетом у служащих кредитных товариществ и населения, во время крестьянского восстания 1918 года агитировал жителей д. Малая Минуса против «бандитов-большевиков». Однако показания доносителей основывались лишь на слухах. Заявив, что причиной обвинения являются личные счёты, И. П. Бедро легко опроверг оговор. Поддержку ему оказали крестьяне д. Быстрая. 23 мая их сход, заявив, что И. П. Бедро своей деятельностью способствовал переходу населения на сторону Советской власти и спасал людей от «карателей», высказал просьбу освободить его из заключения как «сторонника трудового народа». Сильное впечатление на чекистов произвели показания заместителя главкома партизанской армии П. Е. Щетинкина, который на допросе 18 июня заверил их, что знает И. П. Бедро как человека, который каких-то действий против Советской власти не совершал. 20 июля И. П. Бедро был освобождён под поручительство П. Е. Щетинкина и А. Д. Кравченко.
Однако такой исход не устроил некоторых минусинских большевиков. 1 августа 1920 года И. П. Бедро был вновь арестован и отправлен в Красноярский Дом лишения свободы. На этот раз следствие по делу Бедро оказалось более длительным, но 12 декабря за недоказанностью вины он был освобождён из-под стражи и направлен на службу в Минусинский уездный комитет труда. Однако 10 января 1922 года губернская ЧК всё-таки приговорила И. П. Бедро к одному году заключения. Обвинение являлось настолько шатким, что 11 ноября того же года Коллегия ГПУ на основании постановления ВЦИК была вынуждена освободить И. П. Бедро досрочно. Между тем, данные Красноярской краевой общественной организации «Мемориал» говорят о том, что И. П. Бедро, арестованный 31 июля 1920 года и обвиняемый в «контрреволюционной агитации», был приговорён губернской ЧК 19 августа того же года к пяти годам заключения в исправительно-трудовом лагере, где находился до декабря 1924 года (по другим данным до 25 апреля 1925 года).
Вернувшись в 1925 году в Минусинск из заключения и добившись возвращения пришедшего в запустение сада (за время заключения И. П. Бедро сад был передан сначала опытной станции, а затем местной тюрьме,), И. П. Бедро привёл сад в порядок, хотя многое пришлось восстанавливать заново. Совмещая работу в саду со службой в кредитной кооперации (кредитном сельскохозяйственном товариществе), И. П. Бедро продолжил проводить массовую гибридизацию яблонь с целью получения морозоустойчивых сортов с более-менее крупными плодами. Об этой работе И. П. Бедро хорошо написано в книге, где также говорится о работах И. П. Бедро по введению в культуру дикорастущих плодово-ягодных растений (различных видов дикорастущей смородины, уссурийской груши, канадской сливы, маньчжурского абрикоса, дикорастущей сибирской яблони, облепихи, черёмухи), а также о работах И. П. Бедро в области «вегетативной гибридизации».
В 1925 году И. П. Бедро обратился за поддержкой к Всесоюзному институту прикладной ботаники и новых культур (впоследствии Всесоюзному институту растениеводства), который в те годы возглавлял выдающийся российский учёный Н. И. Вавилов. ВИР выразил готовность считать испытательно-научный сад И. П. Бедро (точнее Западно-Сибирскую опытную станцию плодоводства) своим опорным пунктом, обеспечить снабжение станции новейшей биологической литературой при условии выполнения некоторых поручений. В их числе был сбор редких, перспективных для интродукции и селекции растений, фенологические и морфологические наблюдения за яблоней. Однако покровительство ВИРа ничего не изменило в юридическом положении станции. Местные органы по-прежнему рассматривали её как частное хозяйство, фининспекция продолжала облагать сад крупными налогами, а наука в счёт не принималась.

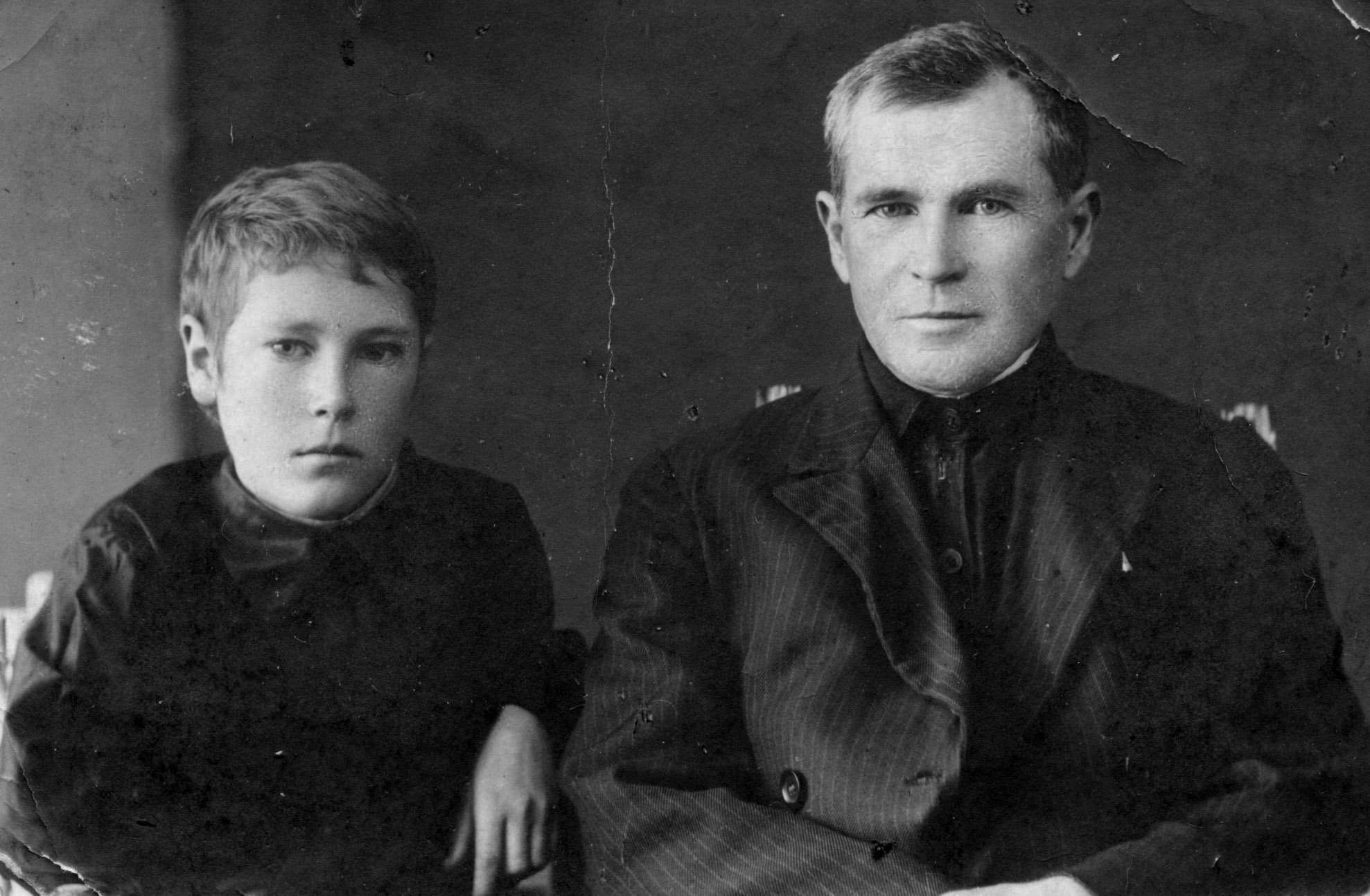
И. П. Бедро со своим сыном Алексеем, Минусинск, 1925—27 гг.

В 1926—1927 годах И. П. Бедро получил дополнительный земельный участок площадью 5 га. К 1928 году на этом участке был посажен третий, «Дальний сад» на площади около 2 га и заложены питомники. Питомники, где выращивали посадочный материал (почти исключительно саженцы яблонь), были небольшими, площадью на свыше 0,5 га и выпуском 2000—3000 однолетних привитых яблонь в год. В последнее пятилетие работы опытной станции садоводства (1925—1929 годы) привитые саженцы рассылали по всей Сибири. Наибольшую часть выпускаемого сортимента составляли мелкоплодные зимостойкие сорта яблони, а в последние годы и более крупноплодные гибриды. Так как заказы от садоводов-любителей были обычно небольшими (по 5—10 саженцев), то общее число посылок, рассылаемых ежегодно осенью, достигало 300 шт. На опытную станцию, славившуюся в те времена на всю Сибирь, регулярно бывали экскурсии учащихся Минусинского сельскохозяйственного техникума. Нередко они же проходили кратковременную практику в саду. Проходили здесь практику также студенты из Омского сельскохозяйственного института и Минусинского педагогического института. Немалое значение для распространения сведений по садоводству имело проведение с 1927 года в течение двух или трёх лет по согласованию с Минусинским земельным управлением краткосрочных практических курсов для крестьян-любителей садоводства и для агрономов.
В заключении к своей книге «Плодоводство в Сибири» (1925) И. П. Бедро писал:

Человечество, видимо, переступило грань, за которой осталась вера в блаженство на небе… Оно становится на путь твёрдого знания и уверенности, что строить счастливую и красивую жизнь надо здесь, — на грешной земле…
За этой уверенностью мы ждём широкого и глубокого порыва к творчеству в этом направлении. Садоводство — одно из условий счастья. Недаром великие мыслители и наш Лев Толстой считали необходимым условием счастья, между прочим, — общение с растениями…

Всемогущая природа даёт в руки человека бесчисленное количество прекрасных форм, созданных ею растений. Наука указывает пути, как сделать их ещё прекраснее, ещё полезнее для человека.
Характеризуя масштаб и ценность широко задуманной, с любовью выполняемой работы и пытаясь спасти И. П. Бедро от разорения из-за непомерных налогов, Вл. М. Крутовский писал осенью 1929 года в журнале «Сибирское плодоводство и огородничество»,: 

И удивительнее всего то, что вся эта гигантская работа выполняется руками семьи Бедро, которую составляют он сам, жена, двое сыновей-подростков, и только на осеннюю работу, сбор урожая, берутся временно подёнщицы. …Никаких сбережений, даже запасов у него нет, а жизнь семьи самая трудовая и скромная во всём, начиная с питания и кончая одеждой. На себя берётся минимум, всё остаётся в саду. …Научная часть работы интересна и проводится с удивительной последовательностью и энергией. План работ рассмотрен Институтом прикладной ботаники и новых культур (Ленинград) и одобрен им 20 апреля 1925 года. Работа имеет в виду главным образом получение гибридных форм яблони, созданных в Сибири акад. Кащенко во второй и в следующих генерациях… Эта деятельность Бедро имеет огромное значение. Сад Бедро должен быть спасён, научные работы его должны быть сохранены и продолжены, и сам Бедро, как ценный и редкий специалист высокой марки, беззаветно преданный своему делу, должен быть сохранён для Сибири.
В 1929 году не имея более возможности справляться с финансовыми затруднениями, избегая разорения и очередного ареста, грозящего ему как известному в Сибири деятелю кооперации (в СССР началась коллективизация), И. П. Бедро принял предложение Кузнецкого металлургического комбината (от имени главного инженера И. П. Бардина) об организации у них крупного садово-огородного хозяйства. Осенью 1929 года И. П. Бедро подписал акт о передаче сада Минусинскому плодово-ягодному опытному полю и уехал из Минусинска в г. Сталинск (ныне Новокузнецк). В Сталинске И. П. Бедро работал заведующим садово-парковым хозяйством «Кузнецкстроя» (Кузнецкого металлургического комбината), заложил плодово-ягодный сад (свыше 180 га), впоследствии занявший около 300 га (на западной окраине города). Впоследствии это садово-парковое хозяйство было преобразовано в совхоз «Садово-парковое».
18 февраля 1933 года И. П. Бедро был арестован Сталинским ГО ОГПУ и был необоснованно обвинён в том, что якобы состоял в контрреволюционной организации, допускал антисоветские высказывания, способствовал бесхозяйственности и хищениям в садово-парковом хозяйстве,. 5 июня 1933 года И. П. Бедро на заседании Особой тройки Полномочного представительства ОГПУ Западно-Сибирского края был осуждён по ст. 58-10, 11 УК и Закону от 7.08.1932 года и приговорён к трёхлетней ссылке в Нарымский край. Осенью того же года его отправили на поселение в село Подгорное Чаинского района Нарымского округа Западно-Сибирского края,. В селе Подгорное И. П. Бедро также проводил посадки и по данным работал на Тискинском опытном поле, находившемся в ведении колонизационно-таёжной станции Нарымского севера (с 1933 года — комплексной сельскохозяйственной станции Нарымского севера).
В письме-справке КГБ СССР приведены следующие данные из архивного дела о составе семьи и семейном положении И. П. Бедро на 1933 год: 1-я жена Бедро Мария Григорьевна. 2-я жена Бедро (Харина) Феодосья Константиновна, 1888 г.р. 3-я жена Кононова Варвара Андреевна, 1898 г.р. Сыновья Алексей, 1913 г.р. и Юрий. Дочери Вера, 1901 г.р. и Марьяна, 1922 г.р.

### Последние годы жизни И. П. Бедро (1935—1943)
И. П. Бедро был досрочно освобождён в 1935 году и перебрался из Сибири на Северный Кавказ в пос. Шунтук Майкопского района. С начала 1936 года И. П. Бедро работал старшим научным сотрудником в отделе цветочных и декоративных растений Майкопского опытного отделения ВИР, собрал большую коллекцию роз. Но в начале 1938 года, когда, незадолго до ареста Н. И. Вавилова сократились штаты и финансирование опытного отдела, И. П. Бедро уволился и переехал в станицу Белореченскую (Краснодарский край).
Отъезд из Сибири и отход от селекционного дела по данным спасли И. П. Бедро от нового преследования. Дело в том, что арестованные красноярскими чекистами, известные в прошлом общественно-политической, лечебной и садоводческой деятельностью братья Крутовские, на допросах в августе-сентябре 1938 года были вынуждены показать, что бывший «ссыльный эсер» И. П. Бедро после гражданской войны состоял в «контрреволюционной организации областников». В 1928 году он якобы согласился участвовать в разведывательной деятельности в пользу Японии и с соответствующими сведениями приезжал к ним из Сталинска в Красноярск. После этого И. П. Бедро должны были как «японского шпиона» арестовать, но случился сбой в работе спецслужб: его, вероятно, сразу просто не нашли. В дальнейшем же старший Крутовский (Владимир Михайлович) умер в тюремной больнице, а младший, отказавшийся от своих показаний, вскоре оказался на свободе.
И. П. Бедро скончался 28 января 1943 года за несколько дней до окончания фашистской оккупации станицы Белореченской.
Реабилитация по всем делам, заведённым на И. П. Бедро советскими правоохранительными органами, состоялась 25 декабря 1963 года и 28 ноября 2003 года.

## Некоторые труды И. П. Бедро
- И. П. Бедро. Краткий отчёт акклиматизационной помологической станции в г. Минусинске Енисейской губ. за 1911, 1912 и 1913 гг. // Отд. оттиск из журн. «Научное плодоводство». Петроград: Императ. Росс. общество плодоводства, 1915. 25 с.
- И. П. Бедро. Плодоводство в Сибири. Ч. I: Начальные основы Сибирского плодоводства. Ч. II: Краткое руководство по плодоводству в Сибири. Плодовая школка. Плодовый питомник. Плодовый сад. Омск: Омский Губл. № 1055. 1925. 57 с.
- И. П. Бедро. Выгодно ли плодоводство в Сибири? // Сибирское плодоводство и огородничество. 1926. № 2. С. 1—3.
- И. П. Бедро. Пути развития и перспективы сибирского плодоводства. // Сибирское плодоводство и огородничество. 1926. № 3. С. 6—11.
- И. П. Бедро. Пути развития и перспективы сибирского плодоводства. // Уссурийское садоводство и огородничество: жур. практ. садоводства и огородничества. Владивосток: Приморский крестьянин, 1927. № 2—3. С. 28—34.
- И. П. Бедро. 15-летний опыт промышленной культуры томатов в Сибири. // Сибирское плодоводство и огородничество. 1927. № 1. С. 17—18.
- И. П. Бедро. 15-летний опыт промышленной культуры томатов в Сибири (окончание). // Сибирское плодоводство и огородничество. 1927. № 2-3. С. 13—15.
- И. П. Бедро. Положение садоводства и огородничества в Минусинском округе и меры к их развитию: тез. докл. // Сибирское плодоводство и огородничество. 1927. № 4. С. 8.
- И. П. Бедро. Плодоводство в Сибири. В 2-х частях. Минусинск: Издательство газеты «Власть труда», 1928. 111 с.

## Память
Именем Ивана Бедро названа улица в городе Минусинске.
В 2019 году в Минусинске установлен бюст И. П. Бедро.

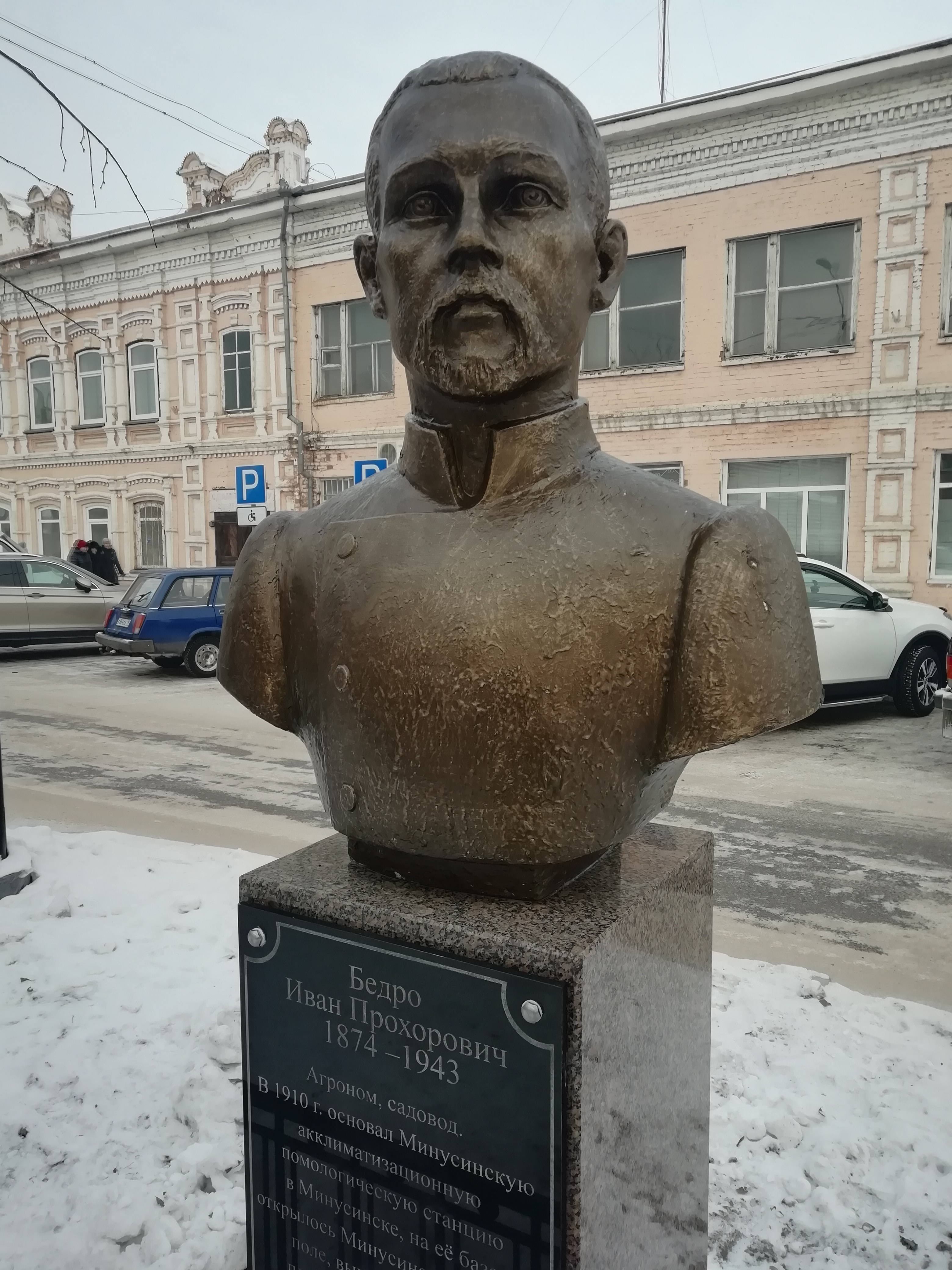